# Meigs megye (Ohio)
Meigs megye az Amerikai Egyesült Államokban, azon belül Ohio államban található. Megyeszékhelye Pomeroy, legnagyobb városa Middleport. Lakosainak száma 22 210 fő (2020. április 1.). Meigs megye Athens, Wood, Jackson, Mason, Gallia és Vinton megyékkel határos.

## Népesség
A megye népességének változása:
| Lakosok száma | 23 727 | 23 685 | 23 616 | 23 496 | 23 257 | 22 210 |
|               | 2010   | 2011   | 2012   | 2013   | 2015   | 2020   |